# Teutoniella
Teutoniella là một chi nhện trong họ Micropholcommatidae.